# Meistaraflokkur (1920)
Sezon 1920 był 9. sezonem o mistrzostwo Islandii. Drużyna KR nie obroniła tytułu mistrzowskiego, zdobył go zespół Víkingur Reykjavík, wygrywając obydwa mecze. Ze względu na brak systemu ligowego żaden zespół nie spadł ani nie awansował po sezonie.

## Drużyny
Po sezonie 1919 z udziału w rozgrywkach po jednym sezonie zrezygnował zespół Valur, żaden zespół natomiast nie dołączył do ligi, w wyniku czego w sezonie 1920 w rozgrywkach Meistaraflokkur wzięły udział trzy zespoły.
| Uczestnicy poprzedniej edycji                                                                                 | Uczestnicy poprzedniej edycji | Uczestnicy poprzedniej edycji | Uczestnicy poprzedniej edycji |
| --- | ----------------------------- | ----------------------------- | ----------------------------- |
| KRE | KR                            | 1                             |                               |
| FRA | Fram                          | 2                             |                               |
| VÍR | Víkingur Reykjavík            | 3                             |                               |
| Oznaczenia: - kolumna pierwsza – skróty nazw drużyn, - kolumna trzecia – miejsce zajęte w poprzednim sezonie. |                               |                               |                               |

## Tabela
| Lp. | Drużyna                | M | Z | R | P | Bramki | Bramki | +/– | Pkt |
| --- | ---------------------- | - | - | - | - | ------ | ------ | --- | --- |
| 1   | Víkingur Reykjavík (M) | 2 | 2 | 0 | 0 | 9      | 5      | +4  | 4   |
| 2   | KR                     | 2 | 1 | 0 | 1 | 5      | 5      | 0   | 2   |
| 3   | Fram                   | 2 | 0 | 0 | 2 | 3      | 7      | −4  | 0   |

## Wyniki
| Gospodarz \ Gość   | FRA | KRE | VÍR |
| Fram               |     |     | 3:4 |
| KR                 | 3:0 |     |     |
| Víkingur Reykjavík |     | 5:2 |     |

Źródło: Knattspyrnusamband Íslands (isl.)
Objaśnienia:
1Drużyna gospodarzy jest wymieniona po lewej stronie tabeli.
Kolory: zielony – zwycięstwo gospodarzy, żółty – remis, różowy – zwycięstwo gości.